# Desmopachria sanfilippoi
Desmopachria sanfilippoi är en skalbaggsart som beskrevs av Guignot 1957. Desmopachria sanfilippoi ingår i släktet Desmopachria och familjen dykare. Inga underarter finns listade i Catalogue of Life.